# Шань Са
Шань Са (фр. Shan Sa, кит.: 山飒, власне 阎妮Yan Ni, нар. 26 жовтня 1972 року (Пекін) — французька письменниця китайського походження.

## Біографія та творчість
У 12 років отримала першу премію на китайському поетичному конкурсі для дітей. У 1986—1990 роках займалася в ліцеї при Пекінському університеті. Випустила три книги віршів та збірку новел, 1987 року стала наймолодшим членом Пекінської спілки письменників. Після кривавих подій на площі Тяньаньмень поїхала 1990 року по гранту французького уряду в Париж до батька, професора Сорбонни. У 1992—1994 навчалася філософії в Католицькому університеті.
У 1994—1996 роках була секретарем Бальтюса, дружина художника, Сецуко, долучала дівчину до японської культури. Під час цієї роботи було написано французькою мовою роман «Брама небесного спокою» (1997, Гонкурівська премія за роман-дебют). Наступні романи також були відзначені нагородами: «Чотири життя плакучої верби» (1999) — премією знаменитого столичного ресторану «Ліпп», «Та, що грає в ґо» (2001) — Гонкурівською премією ліцеїстів та американською премією «Кіріяма», «Імператриця» (2003) — премією Кишенькової книги".

## Псевдонім
Псевдонім письменниці «Шань Са» означає «подих гірського вітерцю».

## Твори (французькою мовою)
- 1997 — Porte de la paix celeste
- 1999 — Les Quatre vies du saule
- 2000 — Le Vent vif et le glaive rapide, книга віршів
- 2001 — La Joueuse de go (драма на основі роману поставлена 2007 року в Гамбурзі)
- 2002 — Le Miroir du Calligraphe, живопис, каліграфія, вірші
- 2003 — Impératrice
- 2005 — Les Conspirateurs
- 2006 — Alexandre et Alestria
- 2010 — La cithare nue

## Визнання
Книги Шань Са перекладені англійською, німецькою, італійською, іспанською, португальською, каталонською, нідерландською, шведською, чеською, польською, румунською, угорською, македонською, сербською, хорватською, словенською, болгарською, турецькою, китайською, японською, корейською, в'єтнамською, тайською, бірманською, івритом, арабською, російською мовами. Українською мовою перекладено роман Шань Са «Та, що грає в ґо» («La Joueuse de go»).
Нагороджена Орденом Мистецтв та літератури (2009) та Орденом «За заслуги» (2011).

## Інші заняття
Шань Са також займається живописом, її виставки пройшли в Парижі та Нью-Йорку.
2007 року Шан Са склала французькою мовою тритомну антологію «Квітник китайської думки» для видавництва Presses du Châtelet.